# نورما خيمينيز
نورما خيمينيز (بالإسبانية: Norma Giménez)‏ هي ممثلة أرجنتينية، ولدت في 1930 في الأرجنتين، وتوفيت بنفس المكان في 19 سبتمبر 1957.

## وصلات خارجية
- نورما خيمينيز على موقع IMDb (الإنجليزية)
- نورما خيمينيز على موقع قاعدة بيانات الفيلم (الإنجليزية)